# تشاد كونلي
تشاد كونلي (بالإنجليزية: Chad Connelly)‏ هو سياسي أمريكي، ولد في 22 أغسطس 1963 في الولايات المتحدة. حزبياً، نشط في South Carolina Republican Party ‏ والحزب الجمهوري.